# Isokari (ö i Södra Österbotten, Järviseutu, lat 62,95, long 23,54)
Isokari är en ö i Finland. Den ligger i sjön Menkijärvi och i kommunen Alajärvi i den ekonomiska regionen  Järviseutu ekonomiska region  och landskapet Södra Österbotten, i den centrala delen av landet, 300 km norr om huvudstaden Helsingfors. Öns area är 0,1 hektar och dess största längd är 70 meter i nord-sydlig riktning.